# روتسوایلر-نوکنتال
روتسوایلر-نوکنتال (به آلمانی: Rötsweiler-Nockenthal) یک شهر در آلمان است که در بیرکنفلد واقع شده‌است. روتسوایلر-نوکنتال ۵۱۰ نفر جمعیت دارد.